# Мидкин
Мидкин — гепарин-связывающий белок.

## Строение белка
Белок мидкин был открыт в 1988 году в клетках эмбриональной карциномы мыши. Индуктором экспресии гена этого белка является ретиноевая кислота. У человека ген, кодирующий мидкин, находится в 11-й хромосоме, а у мыши — на 2-й хромосоме. Мидкин и плейотропин обособляют в самостоятельное семейство белков мидкинов. Он является полипептидом насыщенным цистеином. У человека состоит из 121 аминокислотного остатка и имеет молекулярную массу 13 кДа. Белок состоит из двух доменов связанных дисульфидными связями, каждый домен состоит из трех антипараллельных β-листов. При удалении хвостов на N-конце или C-конце активность белка существенно уменьшается.

## Биологическое действие
Способствует делению и росту клеток, отвечает за регенерацию повреждённых тканей, останавливает рост злокачественных опухолей, участвует в различных биологических процессах: включая и регенерацию нервных тканей, что позволяет возлагать на него большие надежды в лечении болезни Альцгеймера. Было обнаружено, что мидкин ответственен также на развитие атеросклероза.